# Női szupertoronyugrás a 2019-es úszó-világbajnokságon
A 2019-es úszó-világbajnokságon a női szupertoronyugrás versenyét július 22. (az 1–2 kört) és július 23. (a 3–4 kört) között rendezték meg.
A 20 méteres magasságból ugró nők mezőnyében a 27 esztendős ausztrál Rhiannan Iffland végzett az első helyen, aki összesítésben csupán 15 századdal előzte meg a második helyezett mexikói Adriana Jiménezt, míg a bronzérmet a brit Jessica Macaulay nyerte.

## Versenynaptár
Az időpontok helyi idő szerint olvashatóak (UTC +09:00).
| Dátum                   | Időpont     | Forduló          |
| ----------------------- | ----------- | ---------------- |
| 2019. július 22., hétfő | 11:30-12:45 | 1–2. kör         |
| 2019. július 23., kedd  | 12:00-13:15 | 3–4. kör (döntő) |

## Eredmény
| #  | Versenyző            | Ország             | 1–4. kör pontjai | 1–4. kör pontjai | 1–4. kör pontjai | 1–4. kör pontjai | Össz.  |
| #  | Versenyző            | Ország             | 1.               | 2.               | 3.               | 4.               | Össz.  |
| -- | -------------------- | ------------------ | ---------------- | ---------------- | ---------------- | ---------------- | ------ |
|    | Rhiannan Iffland     | Ausztrália         | 66,30            | 66,65            | 66,30            | 98,80            | 298,05 |
|    | Adriana Jiménez      | Mexikó             | 54,60            | 93,60            | 63,70            | 86,00            | 297,90 |
|    | Jessica Macaulay     | Egyesült Királyság | 55,90            | 90,00            | 63,70            | 85,80            | 295,40 |
| 4  | Genevieve Bradley    | Egyesült Államok   | 62,40            | 81,60            | 62,40            | 74,40            | 280,80 |
| 5  | Antonyina Visivanova | Ukrajna            | 46,80            | 77,55            | 58,50            | 74,80            | 257,65 |
| 6  | Xantheia Pennisi     | Ausztrália         | 41,60            | 84,00            | 54,60            | 68,40            | 248,60 |
| 7  | María Quintero       | Kolumbia           | 49,40            | 89,30            | 50,70            | 57,40            | 246,80 |
| 8  | Iris Schmidbauer     | Németország        | 45,50            | 60,80            | 52,00            | 75,25            | 233,55 |
| 9  | Jacqueline Valente   | Brazília           | 53,30            | 60,20            | 42,90            | 67,20            | 223,60 |
| 10 | Ellie Smart          | Egyesült Államok   | 58,50            | 28,50            | 54,60            | 68,25            | 209,85 |
| 11 | Aimee Harrison       | Kanada             | 53,30            | 55,80            | 44,20            | 52,70            | 206,00 |
| 12 | Celia Fernández      | Spanyolország      | 41,60            | 49,95            | 54,60            | 54,25            | 200,40 |
| 13 | Jana Neszcerava      | Fehéroroszország   | 57,20            | 51,30            | DNS              | DNS              | DNS    |